# Серденешть (Мехедінць)
Серденешть, Серденешті (рум. Sărdănești) — село у повіті Мехедінць в Румунії. Входить до складу комуни Бала.
Село розташоване на відстані 258 км на захід від Бухареста, 32 км на північний схід від Дробета-Турну-Северина, 95 км на північний захід від Крайови.

## Населення
За даними перепису населення 2002 року у селі проживали 195 осіб.
Національний склад населення села:
| Національність | Кількість осіб | Відсоток |
| -------------- | -------------- | -------- |
| румуни         | 186            | 95,4%    |
| цигани         | 9              | 4,6%     |

Рідною мовою назвали:
| Мова      | Кількість осіб | Відсоток |
| --------- | -------------- | -------- |
| румунська | 186            | 95,4%    |
| циганська | 9              | 4,6%     |